# Darevskia clarkorum
Darevskia clarkorum là một loài thằn lằn trong họ Lacertidae. Loài này được Darevsky & Vedmederja mô tả khoa học đầu tiên năm 1977.